# Patrick O’Sullivan
Patrick O'Sullivan (* 1. února 1985 v Torontu, Ontario) je bývalý americký a kanadský hokejový útočník.

## Mládí
Patrick O'Sullivan se narodil v Torontu, Ontario, vyrůstal ale ve Winston-Salem, Severní Karolína. Jeho otec John O'Sullivan se taky narodil v Torontu, hrával nižší hokej ve Winston-Salem Thunderbirds soutěž Atlantic Coast Hockey League. Patrick O'Sullivan byl psychicky a fyzicky zneužíván svým otcem, zneužívání pokračovalo i v době, kdy začal hrát za Mississauga Ice Dogs v Ontario Hockey League (OHL). V některých případech musel vynechat zápasy. Jeho otec ho šlehal těžkým koženým švihadlem a někdy i elektrickým kabelem. Patrick byl také někdy vyhozen z domu jen v pyžamu během zimy. Při zápasech v OHL, otec John na něho křičel, nadával a bušil do skla. Po první rvačce se svým otcem odešel domů a zavolal policii, po pár dnech byl jeho otec zatčen přímo u hřiště. Patrick snesl obvinění na svého otce, soud rozhodl, že se otec nesmí k němu přiblížit na třicet metrů. Patrick později popsal zneužívání v knize Můj táta-tyran.

## Hráčská kariéra
V roce 2000 se připojil k americkému národnímu týmu v rozvojového programu. O rok později se stal jedničkou draftu juniorské ligy OHL, vybrán byl týmem Mississauga IceDogs, ve kterém strávil čtyři roky. Podle očekávání z draftu, se stal nejlepším nováčkem soutěže, byl nejlepším střelcem, nahrávačem a rovněž nejproduktivnějším hráčem ligy. I přes to že byl zneužívaný otcem, podával úžasné výkony, skvělé výkony podával i v reprezentaci mládeže, v mistrovství světa do 18 let v roce 2002 byl nejlepším útočníkem amerického výběru. Americká reprezentace získala zlaté medaile. Juniorskou reprezentaci reprezentoval celkem třikrát. V Mistrovství světa juniorů 2004 vstřelil ve finále proti Kanadě vítěznou branku, americká reprezentace se radovala ze zisku zlatých medailí.
V létě 2003 byl vybrán draftem NHL ve druhém kole z 56. místa týmem Minnesota Wild, za který nenastoupil. Na rozehrání byl poslán na jejich farmu v Houston Aeros vystupující v AHL. Za Houston Aeros odehrál celý ročník 2005/2006, první sezonu mezi seniory odehrál skvěle, ze 78 odehraných zápasů nastřádal 93 kanadských bodů, čímž si vysloužil trofej Red Garrett Memorial Award. 24. června 2006 byl s prvním výběrem draftu vyměněn do klubu Los Angeles Kings za slovenského útočníka Pavola Demitru. V Los Angeles Kings se dočkal vysněné premiéry v NHL, první zápas odehrál 6. října 2006 proti Anaheim Ducks. V následujícím druhém zápase proti St. Louis Blues zaznamenal první bod v kariéře NHL. Ještě v tomto měsíci se dočkal první vstřelené branky, 18. října 2006 právě proti jeho bývalého týmu, ve kterém nenastoupil, ale hrával pouze na jejich farmě, prostřelil v první třetině brankáře Mannyho Fernandeze. Sezonu 2006/2007 ještě nehrával pravidelně za Los Angeles Kings, byl často posílán na farmu v Manchester Monarchs. Stabilním hráčem v Los Angeles Kings byl od sezony 2007/2008, ve které zaznamenal nejvíce bodů v kariéře.
V průběhu sezony 2008/2009 byl vyměněn do Carolina Hurricanes za Justina Williamse, ve stejný den byl ještě vyměněn za Erika Cole do Edmonton Oilers. Za Edmonton Oilers hrál do roku 2010. 30. června 2010 byl vyměněn za Jima Vandermeereho z Phoenix Coyotes. Coyotes ihned nechal vyplatit smlouvu a O'Sullivan se stal nechráněným hráčem. 17. září 2010 se dohodl na jednoleté smlouvě s klubem Carolina Hurricanes, ve kterém již nastoupil. V organizaci Hurricanes dlouho nesetrval, o dva měsíce později, byl zapsán na waivers list, byl 23. listopadu 2010 stažen týmem Minnesota Wild. Většinu sezony strávil opět na farmě v Houston Aeros, stejně jako na začátku kariéry. S Houston Aeros dokráčeli až do finále playoff o Calder Cup, ve kterém prohráli 2:4 na zápasy s týmem Binghamton Senators. 5. srpna 2011 se dohodl na smlouvě s týmem Phoenix Coyotes, kteří ho právě před rokem vykoupili ze smlouvy. Ve Phoenix Coyotes již nepředváděl dobré výkony a byl posílán na farmu Portland Pirates, 2. března 2012 zapůjčil Phoenix O'Sullivana týmu Peoria Rivermen výměnou za Bretta Sterlinga. 26. září 2012 se dohodl na svém první zahraniční angažmá, smlouvu podepsal na jeden rok s finským klubem IFK Helsinky hrající SM-liigu. Za IFK Helsinky odehrál pouhých osm zápasů. Žádné další angažmá si nenašel a později ukončil kariéru.

## Ocenění a úspěchy
- 2002 CHL – All-Rookie Team
- 2002 CHL – Rookie of the Year
- 2002 OHL – nejlepší nováček jako nahrávač
- 2002 OHL – nejlepší nováček jako střelec
- 2002 OHL – nejproduktivnější nováček
- 2002 OHL – Emms Family Award
- 2003 CHL – Top Prospects Game
- 2004 MSJ – vítězný gól k zisku zlatých medailí
- 2006 AHL – All-Rookie Team
- 2006 AHL – nejproduktivnější nováček
- 2006 AHL – Red Garrett Memorial Award
- 2011 AHL – hráč měsíce únor

## Prvenství
- Debut v NHL – 6. října 2006 (Los Angeles Kings proti Anaheim Ducks)
- První asistence v NHL 7. října 2006 (St. Louis Blues proti Los Angeles Kings)
- První gól v NHL 18. října 2006 (Minnesota Wild proti Los Angeles Kings, kanadskému brankáři Manny Fernandez)

## Rekordy

### Mississauga IceDogs
- počet asistencí za jednu sezonu (2004–2005) – 59
- počet kanadských bodů za jednu sezonu (2001–2002) – 92

### Houston Aeros
- počet vstřelených branek jako nováček za jednu sezonu (2005–2006) – 47
- počet vstřelených branek za jednu sezonu (2005–2006) – 47
- počet asistencí jako nováček za jednu sezonu (2005–2006) – 46
- počet kanadských bodů jako nováček za jednu sezonu (2005–2006) – 93

## Klubové statistiky
| Sezóna       | Klub                            | Soutěž       |     | Základní část | Základní část | Základní část | Základní část | Základní část |    | Play off | Play off | Play off | Play off | Play off |
| Sezóna       | Klub                            | Soutěž       | Z   | G             | A             | B             | TM            | Z             | G  | A        | B        | TM       |          |          |
| 2000–2001    | U. S. National Development Team | USDP         | 64  | 30            | 45            | 75            | 69            | —             | —  | —        | —        | —        |          |          |
| 2001–2002    | Mississauga IceDogs             | OHL          | 68  | 34            | 58            | 92            | 61            | —             | —  | —        | —        | —        |          |          |
| 2002–2003    | Mississauga IceDogs             | OHL          | 56  | 40            | 41            | 81            | 57            | 5             | 2  | 9        | 11       | 18       |          |          |
| 2003–2004    | Mississauga IceDogs             | OHL          | 53  | 43            | 39            | 82            | 32            | 24            | 12 | 11       | 23       | 16       |          |          |
| 2004–2005    | Mississauga IceDogs             | OHL          | 57  | 31            | 59            | 90            | 63            | 5             | 0  | 4        | 4        | 6        |          |          |
| 2005–2006    | Houston Aeros                   | AHL          | 78  | 47            | 46            | 93            | 64            | 8             | 5  | 5        | 10       | 4        |          |          |
| 2006–2007    | Manchester Monarchs             | AHL          | 41  | 18            | 21            | 39            | 12            | 16            | 8  | 9        | 17       | 10       |          |          |
| 2006–2007    | Los Angeles Kings               | NHL          | 44  | 5             | 14            | 19            | 14            | —             | —  | —        | —        | —        |          |          |
| 2007–2008    | Los Angeles Kings               | NHL          | 82  | 22            | 31            | 53            | 36            | —             | —  | —        | —        | —        |          |          |
| 2008–2009    | Los Angeles Kings               | NHL          | 62  | 14            | 23            | 37            | 16            | —             | —  | —        | —        | —        |          |          |
| 2008–2009    | Edmonton Oilers                 | NHL          | 19  | 2             | 4             | 6             | 12            | —             | —  | —        | —        | —        |          |          |
| 2009–2010    | Edmonton Oilers                 | NHL          | 73  | 11            | 23            | 34            | 32            | —             | —  | —        | —        | —        |          |          |
| 2010–2011    | Carolina Hurricanes             | NHL          | 10  | 1             | 0             | 1             | 2             | —             | —  | —        | —        | —        |          |          |
| 2010–2011    | Minnesota Wild                  | NHL          | 21  | 1             | 6             | 7             | 2             | —             | —  | —        | —        | —        |          |          |
| 2010–2011    | Houston Aeros                   | AHL          | 36  | 19            | 29            | 48            | 22            | 24            | 4  | 14       | 18       | 16       |          |          |
| 2011–2012    | Phoenix Coyotes                 | NHL          | 23  | 2             | 2             | 4             | 2             | —             | —  | —        | —        | —        |          |          |
| 2011–2012    | Portland Pirates                | AHL          | 26  | 10            | 20            | 30            | 16            | —             | —  | —        | —        | —        |          |          |
| 2011–2012    | Peoria Rivermen                 | AHL          | 17  | 5             | 8             | 13            | 36            | —             | —  | —        | —        | —        |          |          |
| 2012–2013    | IFK Helsinky                    | SM-l         | 8   | 1             | 3             | 4             | 4             | —             | —  | —        | —        | —        |          |          |
| Celkem v NHL | Celkem v NHL                    | Celkem v NHL | 334 | 58            | 103           | 161           | 116           | —             | —  | —        | —        | —        |          |          |

## Reprezentace
| Rok                       | Tým                       | Soutěž                    | Z  | G  | A  | B  | TM |
| ------------------------- | ------------------------- | ------------------------- | -- | -- | -- | -- | -- |
| 2002                      | USA 18                    | MS-18                     | 8  | 7  | 8  | 15 | 37 |
| 2003                      | USA 20                    | MSJ                       | 7  | 1  | 2  | 3  | 10 |
| 2004                      | USA 20                    | MSJ                       | 6  | 3  | 0  | 3  | 12 |
| 2005                      | USA 20                    | MSJ                       | 7  | 2  | 6  | 8  | 14 |
| 2006                      | USA                       | MS                        | 3  | 1  | 0  | 1  | 0  |
| 2008                      | USA                       | MS                        | 7  | 3  | 3  | 6  | 2  |
| 2009                      | USA                       | MS                        | 9  | 4  | 3  | 7  | 6  |
| Juniorská kariéra celkově | Juniorská kariéra celkově | Juniorská kariéra celkově | 28 | 13 | 16 | 29 | 73 |
| Seniorská kariéra celkově | Seniorská kariéra celkově | Seniorská kariéra celkově | 19 | 8  | 6  | 14 | 8  |